# Politik i Hunan

Hunans läge i Kina.

Den politiska makten i Hunan utövas officiellt av provinsen Hunans folkregering, som leds av den regionala folkkongressen och guvernören i provinsen. Dessutom finns det en regional politiskt rådgivande konferens, som motsvarar Kinesiska folkets politiskt rådgivande konferens och främst har ceremoniella funktioner. Provinsens guvernör sedan 2020 är Mao Weiming.
I praktiken utövar dock den regionala avdelningen av Kinas kommunistiska parti den avgörande makten i Hunan och partisekreteraren i regionen har högre rang i partihierarkin än guvernören. Sedan 2021 heter partisekreteraren Zhang Qingwei.

## Lista över Hunans guvernörer

### Qingdynastin
- Wu Dacheng (1895)

### Före 1949
- Zhang Jingyao (1918-1920) - militärguvernör
- Cheng Qian (1928)
- He Jian (1929-1937)
- Cheng Qian (1948)

### Folkrepubliken Kina
1. Chen Mingren (陈明仁): 1949 – 1950
2. Wang Shoudao (王首道): 1950 – 1952
3. Cheng Qian (程潜): 1952 – 1967
4. Li Yuan (黎原): 1968 – 1970
5. Hua Guofeng (华国锋): 1970 – 1977
6. Mao Zhiyong (毛致用): 1977 – 1979
7. Sun Zhiguo (孙治国): 1979 – 1983
8. Liu Zheng (刘正): 1983 – 1985
9. Xiong Qingquan (熊清泉): 1985 – 1989
10. Chen Bangzhu (陈邦柱):1989 – 1995
11. Yang Zhengwu (杨正午): 1995 – 1998
12. Chu Bo (储波): 1998 – 2001
13. Zhang Yunchuan (张云川): 2001 – 2003
14. Zhou Bohua (周伯华): mars 2003 – 2006
15. Zhou Qiang (周强): 2006 – 2010
16. Xu Shousheng (徐守盛): 2010 – 2013
17. Du Jiahao (杜家毫): 2013 – 2016
18. Xu Dazhe (许达哲): 2016–2020
19. Mao Weiming (毛伟明): 2020–

## Lista över Hunans partisekreterare
1. Huang Kecheng (黄克诚): 1949 – 1952
2. Jin Ming (金明): 1952 – 1953
3. Zhou Xiaozhou (周小舟): 1953 – 1957
4. Zhou Hui (周惠): 1957 – 1959
5. Zhang Pinghua (张平化):1959 – 1966
6. Wang Yanchun (王延春): 1966
7. Hua Guofeng (华国锋): 1967 – 1970
8. Li Yuan (黎原): 1970
9. Hua Guofeng (华国锋): 1970 – 1977
10. Mao Zhiyong (毛致用): 1977 – 1988
11. Xiong Qingquan (熊清泉): 1988 – 1993
12. Wang Maolin (王茂林): 1993 – 1998
13. Yang Zhengwu (杨正午): 1998 – 2005
14. Zhang Chunxian (张春贤): 2005 – april 2010
15. Zhou Qiang (周强): 2010 – 2013
16. Xu Shousheng (徐守盛): 2013 – 2016
17. Du Jiahao (杜家毫): 2016 –2020
18. Xu Dazhe (许达哲): 2020–2021
19. Zhang Qingwei (张庆伟): 2021-